# Arnaud Crampon
Pour les articles homonymes, voir Crampon.
Arnaud Crampon, né le 7 mars 1975 à Perpignan, est un auteur humoriste français. 
Il a collaboré quotidiennement en tant qu'auteur et rédacteur en chef adjoint avec Laurent Ruquier pour son émission de radio On va s'gêner sur Europe 1 et à la télévision pour "On n'a pas tout dit" et "On n'est pas couché".
En décembre 2008, il est apparu à la télévision dans une émission "Stars et Comédie", où il avait écrit des sketchs pour Pierre Bellemare, André Manoukian, Véronique Genest et bien d'autres...
Il a également travaillé pendant deux saisons sur l'émission "Panique dans l'oreillette" animée par Frédéric Lopez.
Premier prix de comédie du conservatoire d'art dramatique de Perpignan en 1996, il passe une audition d'entrée au cours Florent en 1997 où il est directement admis en 3e année. En un an, il obtient son diplôme de fin d'étude. Il a également été journaliste au journal Sud-Ouest puis pendant trois ans pour diverses agences de presse.
Il travaille actuellement en tant qu'auteur avec Laurent Ruquier pour l'émission Les Grosses Têtes sur RTL.